# Wesam Abubkheet
Wesam Abubkheet (* 1986) ist eine ehemalige palästinensische Leichtathletin, die sich auf den Mittelstreckenlauf spezialisiert hat.

## Sportliche Laufbahn
Erste internationale Erfahrungen sammelte Wesam Abubkheet im Jahr 2001, als sie dank einer Wildcard im 5000-Meter-Lauf bei den Weltmeisterschaften in Edmonton startete und dort im Vorlauf nicht ins Ziel kam. 2003 schied sie bei den Jugendweltmeisterschaften in Sherbrooke mit 11:26,37 min in der Vorrunde über 3000 Meter aus und anschließend schied sie bei den Weltmeisterschaften in Paris mit 2:29,86 min in der ersten Runde im 800-Meter-Lauf aus und stellte damit einen neuen Landesrekord auf. Im Jahr darauf belegte sie bei den erstmals ausgetragenen Hallenasienmeisterschaften in Teheran in 2:45,33 min den fünften Platz über 800 Meter und kam kurz darauf bei den Crosslauf-Weltmeisterschaften in Brüssel im U20-Rennen nicht ins Ziel, woraufhin sie ihre aktive Karriere im Alter von nur 18 Jahren beendete.

## Persönliche Bestleistungen
- 800 Meter: 2:29,86 min, 23. August 2003 in Saint-Denis
- 3000 Meter: 11:26,37 min, 9. Juli 2003 in Sherbrooke